# Llibreria Urriza

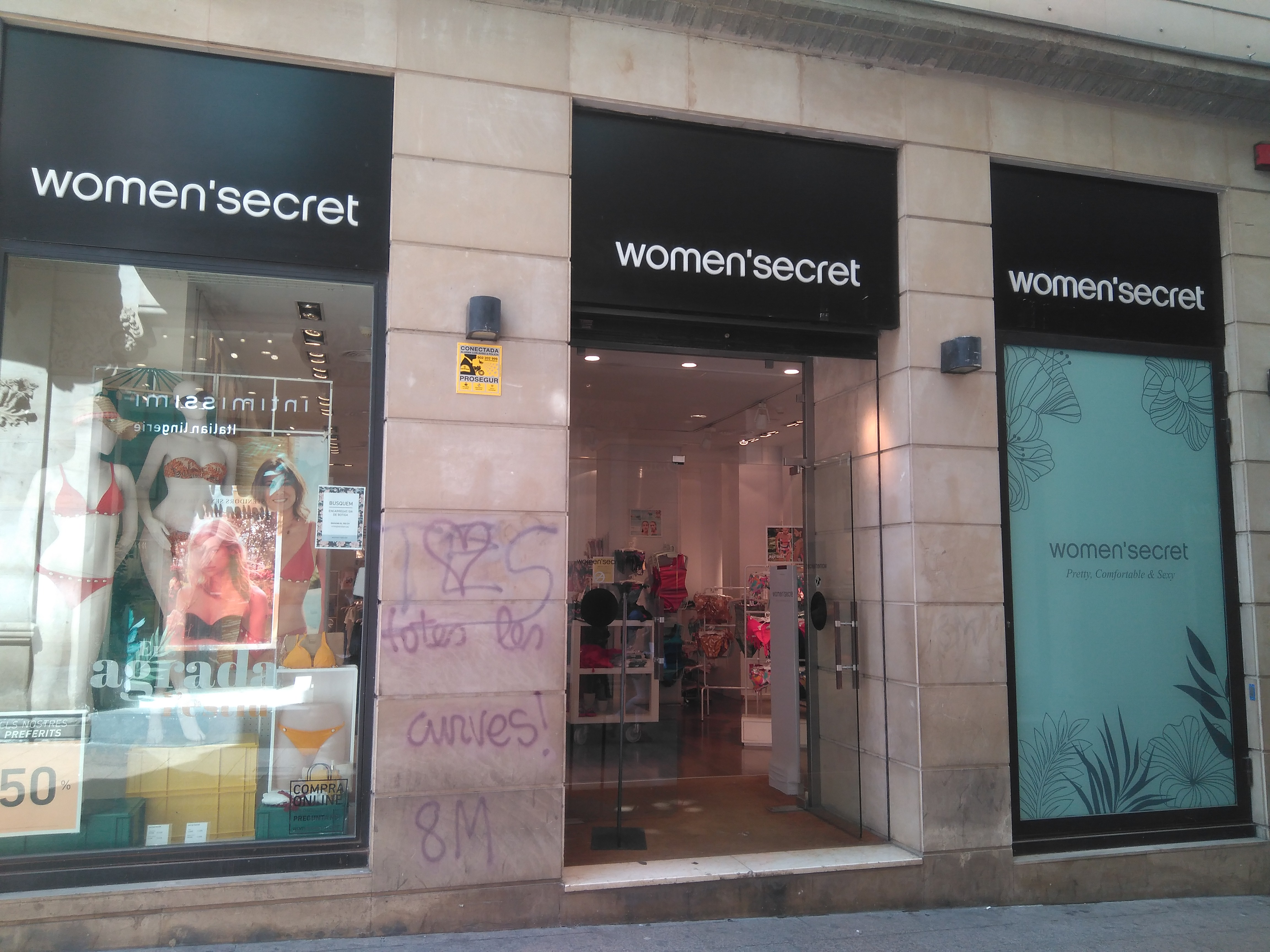
Número 45 del Carrer Major de Lleida. Antigament aquest era l'emplaçament de la Llibreria Urriza

La llibreria Urriza va ser un comerç històric de la ciutat de Lleida fundat per Ramón Urriza que ocupava els baixos i soterrani del número 45 del Carrer Major, a la cantonada amb el carrer Cavallers i al costat de l'antic Cine Cataluña. Aquest negoci estava especialitzat en llibres, enquadernació, productes estilogràfics i material escolar. També va funcionar com a segell editorial, i durant la dècada del 1960 va ser organitzadora d'un dels premis literaris més ben dotats de l'Estat espanyol a l'època.

## Llibreria durant el franquisme
Joan Fernández Coll, el propietari, era llibreter, membre del grup Caliu i pilot automobilístic que disposava de llibres clandestins, situats al subsòl de la botiga, on també havia realitzat concerts clandestins com un recital de José Antonio Labordeta. D'altra banda, i com en altres establiments culturals durant el règim franquista, la policia disposava de confidents entre els treballadors que passaven informació sobre persones que adquirien llibres de caràcter "progressista".

## Premi Urriza
La influència d'aquesta botiga va transcendir Ponent gràcies a la seva convocatòria anual d'un certamen literari d'abast espanyol per a obres escrites en castellà per a novel·les d'almenys 200 pàgines, el Premio Urriza, creat per Joan Fernández Coll l'any 1963 i que es resolia d'1 de maig. Els llibres guardonats eren editats per José Manuel Lara, de l'editorial Planeta, i rebien un premi de 100.000 pessetes de l'època, convertint-lo en el segon premi més dotat de l'Estat només per darrere del Premi Planeta. L'entrega del Premi Urriza era un veritable esdeveniment cultural a Lleida: tenia lloc a l'hotel Condes de Urgel i rebia cobertura periodística de la revista Ciudad, afí al règim franquista. Va ser precisament en una de les gales de la publicació, anomenades Noches de Ciudad, que el premi havia estat anunciat l'any anterior. Entre els membres del seu jurat entre 1962 i 1964 es troba Josep Maria Gironella.

### Llista de premiats
- 1963 - Premi declarat desert. Accèssit: Juan Antonio Usero, El pozo de los monos
- 1964 - José Luis Villafranca de Jover, Meditación en Viernes. Finalista: José Luis López Pedrol, Condenados a vivir
- 1965 - Carmen Mieza, Una mañana cualquiera
- 1966 - Alfonso Ventura Vazquez, Tierra Encima
- 1967 - Víctor Chamorro, La venganza de las ratas. Finalista: Marcelino Rodrigo, Entre dos banderas.

## En la ficció
Aquesta llibreria tambe és escenari de la novel·la Alcanadre de l'escriptor Joan Peruga, així com a El gran dolor del mundo, les memòries de Francisco Candel.